# Copa del Rey de balonmano 1998
La Copa del Rey de balonmano 1999 fue la edición XXIII del campeonato estatal de la Copa del Rey y se celebró en Valladolid entre el 12 y el 15 de febrero.
Los equipo clasificados fueron: C.R. Quesos García Baquero, BM Valladolid, Portland San Antonio, BM Chapela, Octavio Pilotes Posada, CB Cantabria, Ademar León y el FC Barcelona.
El ganador de esta edición fue el FC Barcelona, imponiéndose al Portland San Antonio.

## Desarrollo
|  | Cuartos de final           | Cuartos de final |                      |                      | Semifinales | Semifinales |  |              | Final | Final |  |
|  |                            |                  |                      |                      |             |             |  |              |       |       |  |
|  |                            |                  |                      |                      |             |             |  |              |       |       |  |
|  | Ademar León                | 24               |                      |                      |             |             |  |              |       |       |  |
|  | Ademar León                | 24               |                      |                      |             |             |  |              |       |       |  |
|  | BM Chapela                 | 19               |                      |                      |             |             |  |              |       |       |  |
|  | BM Chapela                 | 19               |                      | Ademar León          | 28          |             |  |              |       |       |  |
|  |                            |                  |                      | Ademar León          | 28          |             |  |              |       |       |  |
|  |                            |                  | FC Barcelona         | 30                   |             |             |  |              |       |       |  |
|  | FC Barcelona               | 34               | FC Barcelona         | 30                   |             |             |  |              |       |       |  |
|  | FC Barcelona               | 34               |                      |                      |             |             |  |              |       |       |  |
|  | Octavio Pilotes Posada     | 22               |                      |                      |             |             |  |              |       |       |  |
|  | Octavio Pilotes Posada     | 22               |                      |                      |             |             |  | FC Barcelona | 31    |       |  |
|  |                            |                  |                      |                      |             |             |  | FC Barcelona | 31    |       |  |
|  |                            |                  | Portland San Antonio | 26                   |             |             |  |              |       |       |  |
|  | Portland San Antonio       | 27               | Portland San Antonio | 26                   |             |             |  |              |       |       |  |
|  | Portland San Antonio       | 27               |                      |                      |             |             |  |              |       |       |  |
|  | C.R. Quesos García Baquero | 22               |                      |                      |             |             |  |              |       |       |  |
|  | C.R. Quesos García Baquero | 22               |                      | Portland San Antonio | 28          |             |  |              |       |       |  |
|  |                            |                  |                      | Portland San Antonio | 28          |             |  |              |       |       |  |
|  |                            |                  | CB Cantabria         | 23                   |             |             |  |              |       |       |  |
|  | CB Cantabria               | 37               | CB Cantabria         | 23                   |             |             |  |              |       |       |  |
|  | CB Cantabria               | 37               |                      |                      |             |             |  |              |       |       |  |
|  | BM Valladolid              | 29               |                      |                      |             |             |  |              |       |       |  |
|  | BM Valladolid              | 29               |                      |                      |             |             |  |              |       |       |  |
|  |                            |                  |                      |                      |             |             |  |              |       |       |  |

| Cataluña                           |
| Campeón F.C. Barcelona 12.º título |